# Chala (Rombo)
Chala ist ein Verwaltungsbezirk (Ward) des Distrikts Rombo in der tansanischen Region Kilimandscharo.

## Geografie
Chala liegt im Nordosten von Tansania 35 Kilometer Luftlinie östlich der Regionshauptstadt Moshi an der Grenze zu Kenia. Der Bezirk grenzt im Norden an Mengwe, im Nordosten an Ngoyoni, im Osten und Südosten an Kenia, im Südwesten an Holili und im Westen an Mahida und Mamsera.
Bei der Volkszählung 2022 lebten 5856 Menschen in 1620 Haushalten auf einer Fläche von 43,6 Quadratkilometern.

## Gliederung
Der Bezirk besteht aus drei Gemeinden (Mtaa) mit elf Orten (Kitongoji):
| Mamsera Chini - Usesu Na Mkeu - Mteeni - Mshoweni - Mraurau Kimbarogo | Chala - Witini Makana - Udangeni | Kidondoni - Ndini - Tanya - Malowa - Kitingishoni - Mraurau |

## Wirtschaft und Infrastruktur
- Gesundheit: Im Bezirk liegt eine private Apotheke.[7]
- Bildung: Die Mamsera Secondary School[8] ist eine öffentliche weiterführende Schule, die St. John Vianney Secondary School[9][10] eine Privatschule. Beide unterrichten Jugendliche bis zur 4. Stufe.

## Sehenswürdigkeiten
- Chala-See:  Der Chala-See ist ein Kratersee, der weder Zu- noch Abflüsse hat. Er liegt an der Grenze zu Kenia.[11]